# Просимн
Просимн (У Павсания и Гигина Полимн, др.-греч. Πρόσυμνος, Πόλυμνος) — персонаж древнегреческой мифологии. Из Аргоса. Когда юный Дионис хотел вывести из Аида свою мать, Просимн указал Дионису вход в царство мертвых, потребовав за это плату: насладиться телом Диониса. Этот вход находился у болота Алкиония. Дионис согласился, но, когда вернулся, Просимн уже умер. Тогда Дионис срезал ветвь смоковницы, придал ей форму мужского члена и сел на неё. По словам Климента Александрийского, как воспоминание об этом воздвигались фаллосы Диониса, ежегодно ночью на берегах болота Алкиония совершались празднества Диониса.